# Wolfsdorf (Bad Staffelstein)
Das Dorf Wolfsdorf ist ein Gemeindeteil von Bad Staffelstein im oberfränkischen Landkreis Lichtenfels, im sogenannten Gottesgarten am Obermain, der viele Sehenswürdigkeiten aufweist. Dazu zählen die von Balthasar Neumann erbaute Basilika Vierzehnheiligen, Kloster bzw. Schloss Banz und als Ausflugsziel der nahe Staffelberg. Durch das Dorf fließt der Krausenbach. Wolfsdorf hat 330 Bewohner. Häufig sieht man auch die Pilger auf dem Weg zur Basilika Vierzehnheiligen durchs Dorf wandern.

## Geografische Lage
Wolfsdorf liegt direkt unterhalb der bekannten Wallfahrtsbasilika Vierzehnheiligen. Nicht weit entfernt liegt der Staffelberg mit einer Höhe von 539 m ü. NN. Die nächste Stadt ist Bad Staffelstein.

## Geschichte
Wolfsdorf wurde 1240 erstmals erwähnt. Zwischen 1533 und 1728 trat das Geschlecht der Marschalk von Ebneth dort als Lehensträger auf. Die ursprünglich (1792) 28 Güter teilten sich insgesamt sieben Grundherren: Das Kastenamt Lichtenfels war in Vertretung des Bamberger Bischofs mit neun Anwesen und einem Wirtshaus der bedeutendste Eigentümer. Dahinter reihten sich das Kloster Langheim, die Pfarreien von Lichtenfels, Ebensfeld und Amlingstadt sowie das Bamberger Stift St. Gangolf ein. Die Gemeinde besaß ein Häuschen mit Schmiede und ein Hirtenhaus. Die katholische St.-Marien-Kapelle wurde im Jahr 1858 als Stiftung des Staffelsteiner Schlossermeisters Rudolph errichtet und in den 1970er Jahren und 1996 im Innenraum renoviert. Durch die rege Tätigkeit der Blumen- und Gartenfreunde e. V. entwickelte sich die Ortschaft zu einem fränkischen Kleinod.
Am 1. Januar 1978 wurde Wolfsdorf in die Stadt Staffelstein eingegliedert.
In der Bayerischen Denkmalliste sind für Wolfsdorf 14 Baudenkmäler aufgeführt.

## Persönlichkeiten
- Nikolaus Zillich (1716–1758), Jesuit, Theologe, Philosoph und Hochschullehrer